# ドームA
ドームA（ドームA、ドームアーガス、Dome Argus）は、東南極の南極高原中央部最高地点となる氷床のなだらかな円頂丘である。位置は南緯80度22分 東経77度21分 / 南緯80.367度 東経77.350度で海岸から約1200キロメートル内陸部にあり、標高は4093メートルである。
この付近は地球上の最も低温な場所（=寒極）と考えられ、2010年8月10日には付近の氷原において-93.2℃の温度をランドサットが観測した。これは地表面温度であり気温ではないため、世界最低気温の記録が更新されるかは不明である。
ドームAは東南極のほぼ中央部であり、ランベルト氷河と南極点のほぼ中間に位置する。ドームAはEast Antarctic Ice Capと呼ばれる分厚い氷床の円頂丘の頂上部であり、決して一般に定義される意味としての山ではない。しかしながらEast Antarctic Ice Capはそれ自体、東南極地域の一部であると見做され、それゆえドームAは東南極の最高地点と見做される。
東南極の高原には他に、ドームB（南緯79度05分 東経94度55分 / 南緯79.083度 東経94.917度、標高3,650メートル）、ドームC（南緯74度39分 東経124度10分 / 南緯74.650度 東経124.167度、標高3,240メートル）、およびドームふじ基地の建つドームF（南緯77度19分 東経39度42分 / 南緯77.317度 東経39.700度、標高3,810メートル）と呼ばれる、なだらかな氷床の円頂丘がある。
ドームアーガス（Dome Argus）という名称は、ギリシャ神話のイアーソーンの船を建造したアルゴスに因んでスコット極地研究所が命名した。
ドームAの少なくとも600メートルの厚さをもつ氷床の下はガンブルツェフ山脈である。

## 探査
ドームAの詳細な地形は1967年から1979年の間に音響測深機「SPRI-NSF-TUD」により調査された。
2005年1月に中華人民共和国の中国南極調査隊(Chinese National Antarctic Research Expeditions)は中山基地（中山站、Zhongshan station）から1228キロメートル横断してドームAに到着し、GPSによる測定により氷床の最高地点が南緯80°22’、東経77°21’であることを突き止めた。ここは主要なice divideで標高差数メートルばかりの長い尾根の末端の近くであった。
ドームAには自動気象観測所（AWS）が設置され、このドームAと海岸のほぼ中央に当たる南緯76度25分 東経77度01分 / 南緯76.417度 東経77.017度、標高2,830メートルの位置に補助基地としてイーグル基地が設置された。これらの自動気象観測所は、3番目の基地である自動気象観測所 (LGB69)（南緯70度50分 東経77度04分 / 南緯70.833度 東経77.067度、標高1,854メートル）と共に中華人民共和国とオーストラリア連邦との相互協力により運営された。
ドームAで観測された最低気温は2005年7月の−82.5℃であった。しかしドームAより標高が約600メートル低いボストーク基地の記録−89.2℃に及ぶものではなかった。2005年から2006年における地上1メートルの年平均気温は−53.0℃であり、これもボストーク基地の−55.3℃、およびプラトー基地の−56.4℃より高い。一方、表面下10メートルの氷床中の年平均温度は、2005年は−58.3℃、2006年は−58.2℃であった。

## 観測所
2008年1月、中国極地研究所は、ドームAにPLATO (PLATeau Observatory)と呼ばれる、ロボット制御の観測所を設置した。同じ月に、リモートセンシング研究所である中国科学院はDomeA-WSNと呼ばれる無線ネットワークによる観測システムを設置した。
2009年1月27日、ドームAに中華人民共和国で3番目の南極観測基地である、崑崙基地（南緯80度25分 東経77度07分 / 南緯80.417度 東経77.117度、標高4,087メートル）が設置された。